# Augustas
Augustas est un prénom masculin lituanien variant de Auguste. Ce prénom peut désigner:

## Prénom
- Augustas Marčiulionis (en) (né en 2002), joueur lituanien de basket-ball
- Augustas Pečiukevičius (en) (né en 1991), joueur lituanien de basket-ball